# Kuru (betegség)

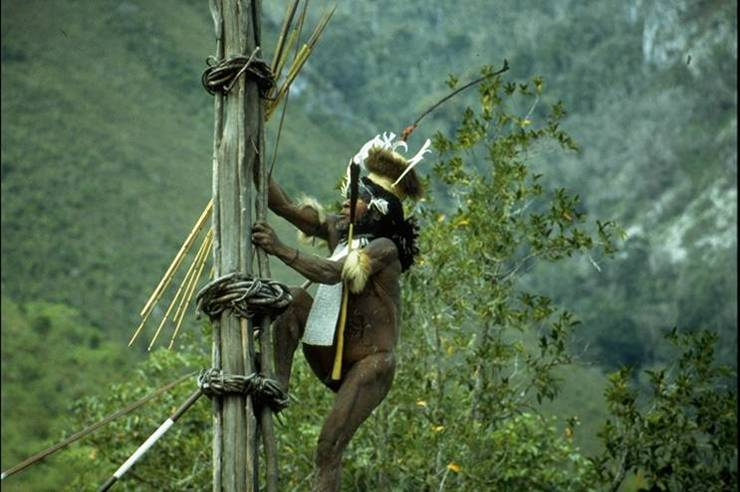
Élet és munka a Kurulu Völgyben, Baliem Valley, Pápua

A kuru (más néven nevető halál, esetleg kacagó halál) gyógyíthatatlan, agyi degeneratív betegség, a prionbetegségek egy formája. A „kuru” (kuria/guria) szó a betegség fő tünetéből, a remegésből ered. Prion által okozott halálos idegrendszeri betegség, mely szubakut lefolyású, a központi idegrendszer szivacsos elfajulásával jár és DNS nélküli infekcióval terjed. A kurut kizárólag Új-Guineában, a fore nép körében észlelték. Bár ez a nézet nem általánosan elfogadott, kutatók szerint a betegséget a pápua új-guineai fore törzs terjesztette el kannibalizmusa útján. Körükben a kuru előfordulási gyakorisága csökkent, miután felhagytak azzal a rituáléval, hogy az elhunytak agyát kivették, és nyersen vagy megsütve megették.

## Okai
Daniel Carleton Gajdusek amerikai orvos-virológus az ötvenes évek elejétől szentelte életét a prion kutatásának. Az ötvenes években Új-Guineában a helyszínen tanulmányozta a kuru betegséget és a kannibalizmushoz kötődő étkezési szokásokat a fore törzsnél. Ő volt az, aki végül is kimutatta, hogy a kuru fertőző betegség és hogyan fertőz. 1976-ban munkásságáért orvosi-élettani Nobel-díjat kapott. A kurut a kutatók szerint prionok okozzák, és kapcsolatban áll a Creutzfeldt–Jakob-szindrómával.  A 20. század közepén kitört pápua új-guineai járványról ismerik legtöbben. A betegséget a prionok okozzák, melyek proteázrezisztens (vagyis fehérjebontó enzimnek ellenálló), fehérjeszerű, fertőző részecskék. Az idegrendszerben sajátos degeneratív megbetegedést hoznak létre (Stanley B. Prusiner és munkatársai „proteinaceous infectious particle”-nak nevezték el). Később részben fertőző ágenssel, részben genetikai okokkal (20-as kromoszómán lévő gén mutációja) magyarázták a betegség keletkezését.

## Lefolyása
1950-es évek elején tört ki járvány, 1957 és 1982 között mintegy 2500 beteg halt meg. A kuru pszichológiai és idegrendszeri változásokat okoz, amelyek végül halálhoz vezetnek. Törzsi ataxia jellemzi, melyet fejfájások előznek meg, valamint együttes végtagi fájdalmakkal és remegéssel jár. Első szimptómája a fejfájás és az egész testen eluralkodó fájdalomérzés, ezt követően a járás bizonytalanná, a mozgás összehangolatlanná válik. Később remegés kíséretében akaratlan, kifacsart jellegű túlmozgások következnek be, elkent beszéd, kényszernevetés. A halál az első klinikai tünetek után 3-20 hónap alatt áll be. A klinikai stádium 12 hónapig tarthat, amit akár 20 éves tünetmentesség is megelőzhet.
Ez az inkább idült, mint heveny fertőző betegség hosszú időn keresztül rejtély volt a kutatóorvosok körében. Elsősorban azért, mert a megbetegedettek szöveteiben és testnedveiben sem fertőző anyagokat, sem ellenanyagokat nem lehetett kimutatni. Ezért feltételezték, hogy a betegség öröklődő és nem fertőző. Ugyanakkor a kuru elsősorban a felnőtt nőket és mindkét nembeli gyermekeket sújtotta, ez viszont egy öröklődő betegség kórképébe nem fért bele. Az 1950-es évek végére a fore nők harmada meghalt.

## Kuru

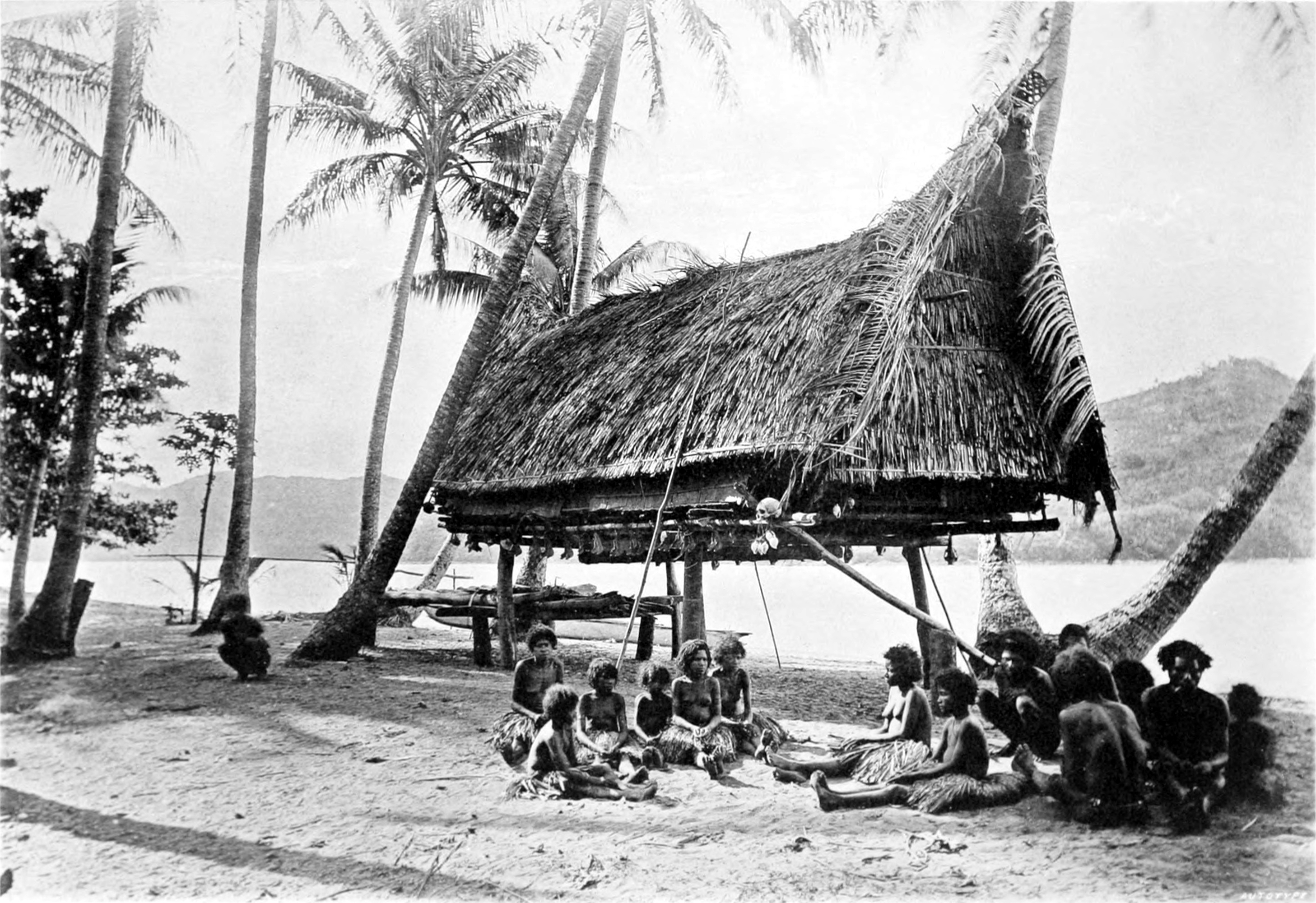
Bennszülöttek csoportja Brit Új-Guineában, Mairy Passban 1885-ben

A kuru a szakrális kannibalizmust, a holt rokonok – nők, gyermekek esetében az agy és zsigeri szervek, férfiaknál az izmok (hús) – elfogyasztását is jelenti.

## Fordítás
Ez a szócikk részben vagy egészben  a   Kuru (disease) című angol Wikipédia-szócikk fordításán alapul.  Az eredeti cikk szerkesztőit annak laptörténete sorolja fel. Ez a jelzés csupán a megfogalmazás eredetét és a szerzői jogokat jelzi, nem szolgál a cikkben szereplő információk forrásmegjelöléseként.